# Cầu Đoan Vĩ
Cầu Đoan Vĩ là một cây cầu bắc qua sông Đáy trên Quốc lộ 1, nối liền hai tỉnh Hà Nam và Ninh Bình, Việt Nam.
Cầu có lý trình tại Km 250+900 Quốc lộ 1, cách thành phố Phủ Lý 20 km về phía nam và cách thành phố Hoa Lư 13 km về phía bắc. Đầu phía bắc cầu thuộc xã Thanh Hải, huyện Thanh Liêm, tỉnh Hà Nam; còn đầu phía nam thuộc xã Gia Thanh, huyện Gia Viễn, tỉnh Ninh Bình.
Cầu Đoan Vĩ có chiều dài 209,35 m, bề rộng mặt cầu là 24,5 m, gồm 4 làn xe lưu thông.